# 天蝎座U
天蝎座U（U Sco）是在我們的銀河系內已知的10顆再發新星之一，它的位置在天蝎座的北方邊緣，平常的視星等是18等，但是在爆發時大約可以達到8等，並曾經在1863、1906、1936、1979、1987、1999、2010、和2022年被觀測到
根據1999年爆發後靜止期間的觀察，預計2010±1.0年的爆發發生在2009年4月。天蠍座U在2010年的爆發，在1天內光度消退1星等，在6天內消退4星等。到2月6日，它已經比13等更暗淡。在2月10-19日，它在14星等左右閃爍。這次的噴發在第64天結束，這是觀察到的再發新星下降到趨於平靜最快的一次。天蠍座U在2010年的爆發，是已經累積22,000次數量的新星事件中，全程都做了最完整的觀測。天文學家預測，2020±2年將發生另一次天蠍座U噴發事件。他們是對的，在2022年6月6日天蠍座U的亮度升至+7.8等.。

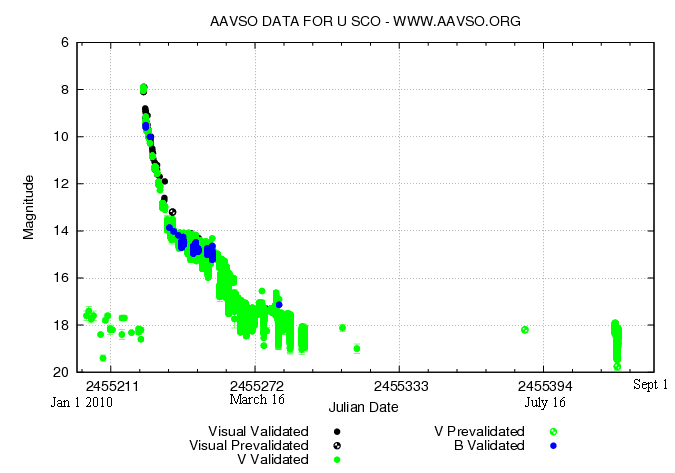
AAVSO從2010年1月1日至2010年9月1日觀測的再發新星天蝎座U的光度曲線。不同的顏色表現不同的頻率響應。

英國天文學家N.R. Pogson於1863年首度發現天蠍座U的增光，在第二次世界大戰之前由Helen L. Thomas確定是第三顆已知的再發新星。

## 外部連結
- http://www.phys.lsu.edu/dept/people/schaefer.html （页面存档备份，存于）
- U Scorpii in Outburst （页面存档备份，存于）
- Long-term monitoring of the recurrent nova U Scorpii （页面存档备份，存于） (AAVSO  2010 April 9)
- AAVSO: Quick Look View of AAVSO Observations (get recent magnitude estimates for U Sco)